# Bisbat d'Aire i Dacs

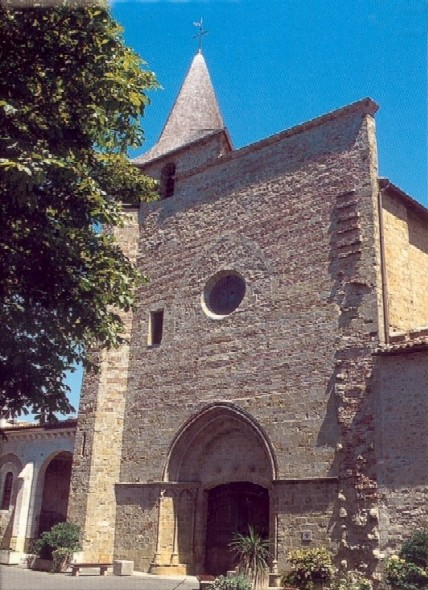
La cocatedral de Sant Joan Baptista a Aire-sur-l'Adour.

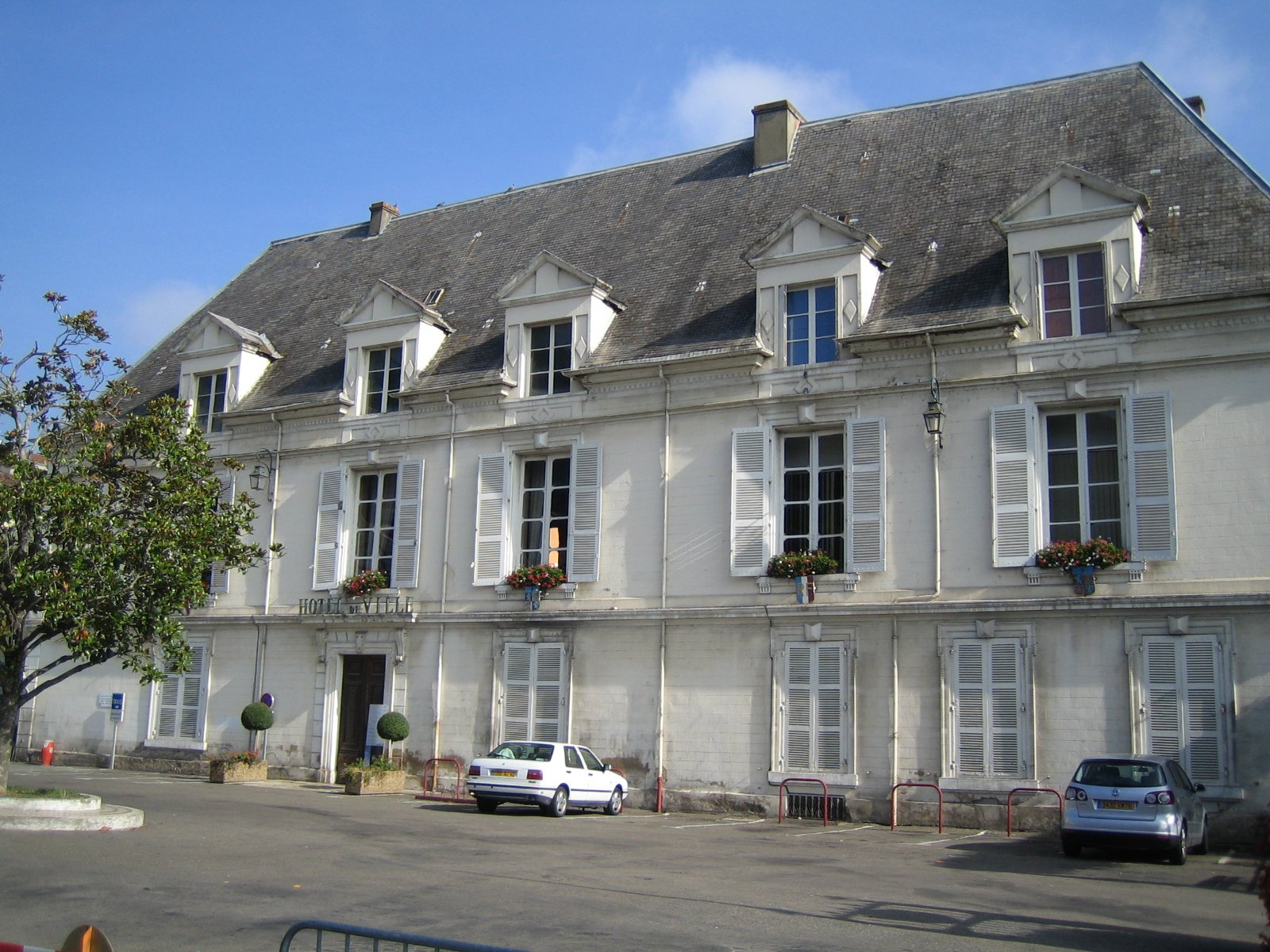
LHôtel de la ville d'Aire-sur-l'Adour; fins al 1927 era el palau episcopal de la diòcesi.

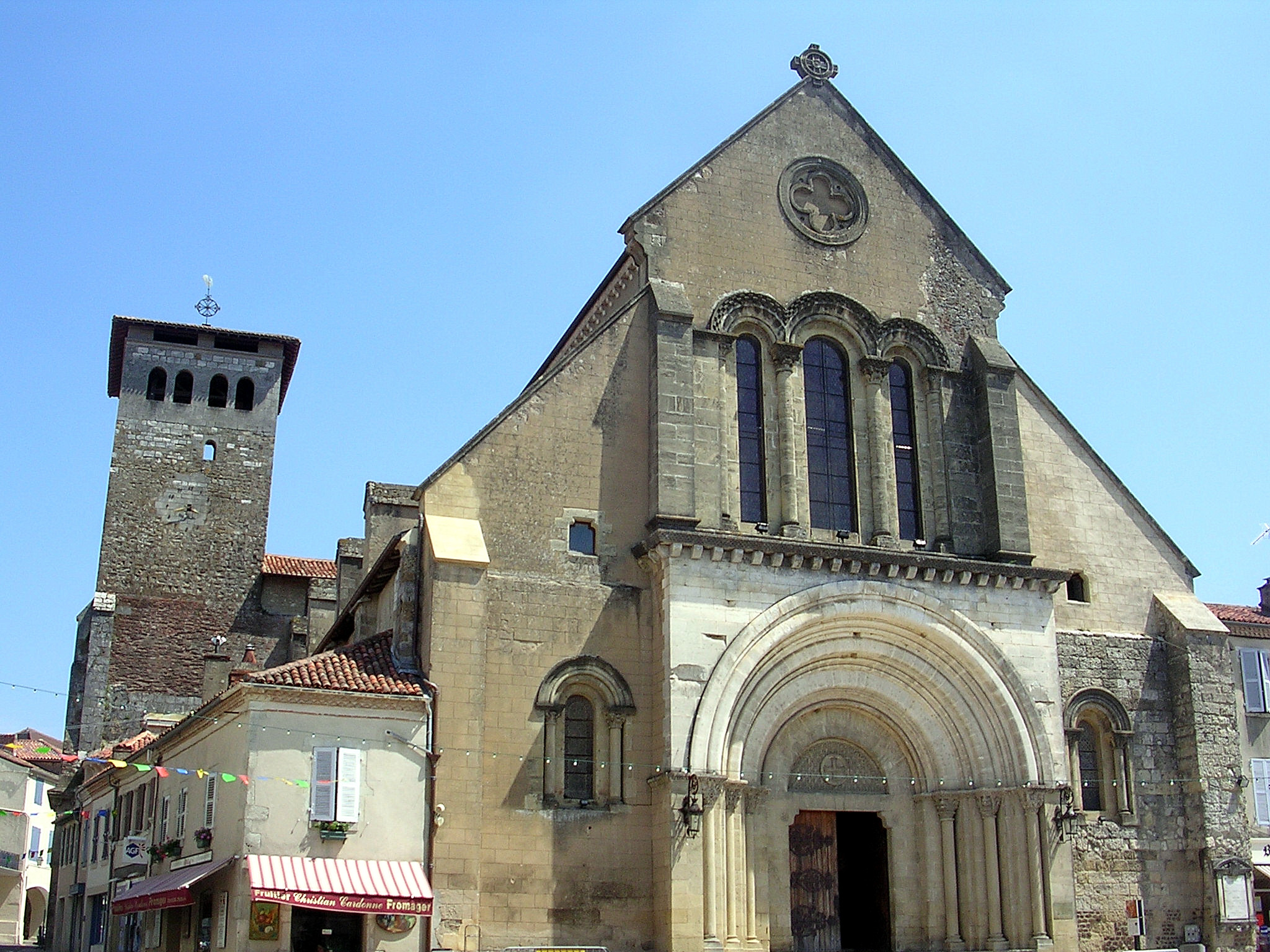
L'església de l'abadia de Saint-Sever.

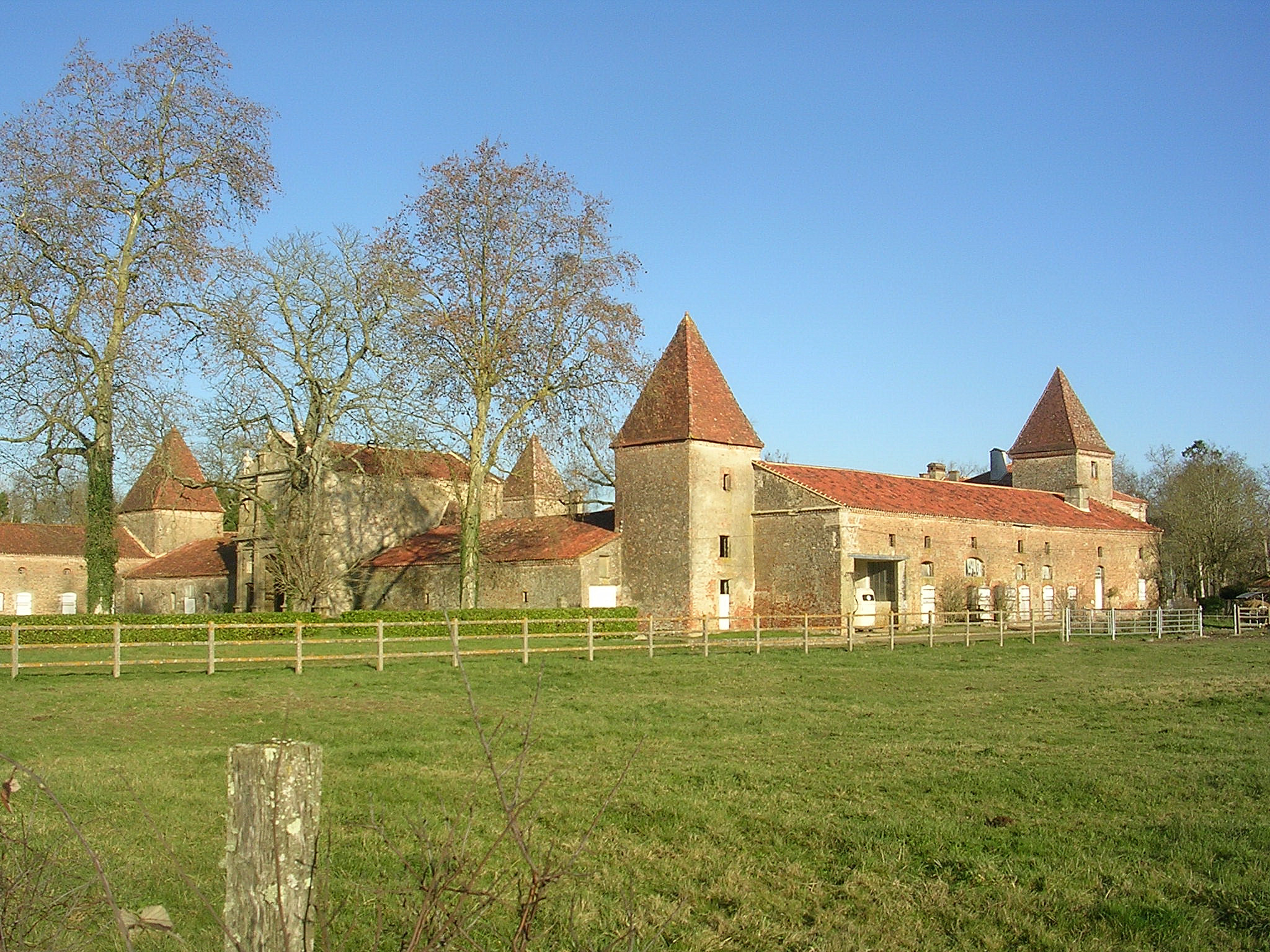
L'antiga abadia Saint-Jean-de-la-Castelle, avui situada al municipi de Duhort-Bachen.

El bisbat d'Aire i Dacs (francès: Diocèse d'Aire et Dax, llatí: Dioecesis Aturensis et Aquae Augustae) és una jurisdicció eclesiàstica de l'Església Catòlica a França, sufragània de l'arquebisbat de Bordeus. Al 2012 tenia 264.000 batejats sobre una població de 377.381 habitants.

## Territori
La diòcesi comprèn el departament de les Landes.
La seu episcopal és la ciutat de Dacs, on es troba la catedral de Santa Maria. A Aire-sur-l'Adour es troba la cocatedral de Sant Joan Baptista.
El territori s'estén 9.364 km² sobre i està dividit en 35 parròquies.

## Història
La civitates Aturensium et Aquensium van ser dues de les ciutats que formaven la província romana de Novempopulania, com ho demostra la Notitia Gàlies datada a inicis del segle v.
Incerts són els orígens de les dues diòcesis. Segons la tradició, la diòcesi de Dax, es remunta al martiri de Sant Vicent, el primer bisbe; però la seva vida, llegendària i tardana, no permet especificar millor la cronologia de la fundació (potser segle iv). El mateix pot dir-se d'Aire, els orígens estan lligats a les llegendes del martiri de la santa Quitèria (Quitterie) i els sants Girone (Girons) i Severo. Les dues diòcesis van estar representats al Concili d'Agde del 506 dels bisbes de Graziano de Dax i Marcello d'Aire; aquesta és la primera menció històrica de les dues diòcesis, que eren sufragànies de l'arquebisbat d'Eusa, metropolitana civil i religiosa de Novempopulània.
Com que no hi ha catàlegs episcopals antigues derivats de díptics, hi ha pocs bisbes coneguts del primer mil·lenni, en part a causa de les invasions i destruccions realitzades anteriorment pels sarraïns (segle viii) i després pels normands (segle ix).
Precisament a causa d'aquestes invasions, alguns erudits al segle xix han suggerit que entre els segles X i xi, coincidint amb el naixement del ducat de Gascunya, la part occidental de la diòcesi de Novempopulània (Lescar, Baiona, Oloron, Aire i Dax) havien constituït una única diòcesi més gran, amb el nom de la diòcesi de Gasconya, amb la seu probablement situades a Bazas. Hi ha tres bisbes coneguts que les fonts diuen episcopi Vasconiae seu Vasconensis: Gombaldo, Arsio Raca i Raimondo el Vell. El Concili de Tolosa de 1058 va posar fi a aquesta situació il·legal, restaurant-se de totes les antigues seus episcopals, sovint vacants durant molt de temps, igual que les d'Aire i Dax. A partir d'ara es convertiren en diòcesis sufragànies de l'arxidiòcesi d'Aush, que des del segle ix havia pres el lloc de la destruïda Eauze.
Al principi del segle xi la diòcesi de Dax va perdre tota la part sud del seu territori per a la creació de la diòcesi de Lapurdi (que més tard va prendre el nom de diòcesi de Baiona). De duració no especificat, els límits territorials de la diòcesi de Dax, no es van fixar fins al final del segle xi, sota l'episcopat de Raymond de Sentes, que dividí la diòcesi en quatre arcedianats, que des del segle xiv, amb el bisbe Arnaud de Ville, seran reemplaçats per arxiprestats (es compten 19 al final del segle xviii). La diòcesi d'Aire vegada es va organitzar al segle xii en dos arcedianats i al segle següent en sis arxiprestats. Aquesta organització territorial es va mantenir sense canvis fins a la dissolució de les dues diòcesis durant la Revolució francesa.
En el segle xvi les dues diòcesis van participar en les guerres de religió que van sacsejar el conjunt sud-oest de França, i que va causar la mort, massacres i desolació en tot Landes. Va patir especialment la diòcesi de Dax, el territori sud penetrat com un tascó, al País Basc (fins Larceveau), on va haver una gran influència dels protestants gràcies a la reina Joana d'Albret.
El territori de les dues diòcesis era ric en edificis religiosos. Entre elles es recorden, a la diòcesi d'Aire l'abadia benedictina de Saint-Sever i la dels premostratencs de Saint-Jean-de-la-Castelle; i a la diòcesi de Dax, les abadies benedictines de Sorde, de Cagnotte i Divielle, i la premostratenca d'Arthous.
Les constitucions sinodals de l'antiga diòcesi de Dax, publicades per l'Abbé Degert, són de gran interès històric en l'estudi de les antigues constitucions i costums dels segles xiii i xiv. Degert durant aquestes publicacions va aconseguir corregir alguns errors en les llistes episcopals de Gallia Christiana.
Cap a 1588 San Vincent de Paül va fer els seus primers estudis amb els franciscans a Dax, però una bona educació secundària a Dax es remunta només a la introducció dels Barnabites el 1640.
Després del concordat del 29 de novembre de 1801 amb la butlla Qui Christi Domini del Papa Pius VII les dues diòcesis van ser suprimides i el seu territori va ser incorporat a la diòcesi de Baiona.
Al juny de 1817 entre la Santa Seu i el Govern francès va estipular-se un nou concordat, que va ser seguit el 27 de juliol per la butlla Commissa divinitus, amb la qual el Papa estava restaurant la seu d'Aire. No obstant això, atès que el concordat no va entrar en vigor perquè no ratificat pel Parlament de París, aquesta erecció no va tenir cap efecte.
El 6 d'octubre de 1822 finalment es va restablir la diòcesi d'Aire amb la butlla Paternae charitatis del mateix Papa Pius VII com sufragània de l'arxidiòcesi de Auch. El seu territori abastava fins i tot més antiga diòcesi de Dax; per això el 9 de desembre de 1856 als bisbes d'Aire se'ls va permetre afegir al seu títol el de Dax.
El 31 de març de 1933, com a resultat de la butlla Ad rectum et utile del Papa Pius XI la residència del bisbe va ser transferit d'Aire a Dax, i la diòcesi va assumir el seu nom actual. Alhora, la Catedral de Sant Joan Baptista Aire convertir-se en co-catedral, mentre que l'església de Santa Maria de Dax va ser elevada a catedral.
El 8 de desembre de 2002, amb la reorganització dels límits diocesans francesos, la diòcesi passà a formar part de la província eclesiàstica de l'arxidiòcesi de Bordeus.

## Cronologia episcopal

### Bisbes de Dacs
- Graziano † (citat el 506)
- Carterio † (citat el 541)
- Liberio † (abans de 549 - després del 551)
  - Faustiano † (584 - 585 deposat) (bisbe il·legítim)
- Nicezio † (585 - ?)
- Illidio †
- Rivelato †[6]
- Olterio † (mencionat el 898)
- Episcopi Vasconiensis :
  - Gombaldo † (citat el 977)
  - Arsio Raca † (citat el 982)
  - Raymond I le Vieux † (abans de 1033 - 1058 deposat)
- Raimond II le Jeune † (vers 1059)[7]
- Macaire † (vers 1059 - vers 1061)
- Grégoire de Montaner † (vers 1062 - vers 1068 renuncià)
- Bernard de Mugron, O.S.B. † (vers 1068 - 25 de juliol de 1097 mort)
- Raymond de Sentes † (vers 1098 - 28 de març de 1117 mort)
- Guillaume de Heugas † (1117 - 1143 mort)
- Arnaud-Guillaume de Sort † (1143 - 2 de gener de 1168 mort)
- Guillaume Bertrand † (1168 - 25 d'abril de 1203 mort)
- Jean de Cauna † (1203 - maig de 1204 mort)
- Fortanier de Mauléon † (vers juny de 1204 - 17 de febrer de 1216 mort)
- Arnaud de Lescar † (1216 - vers 1220)
- Gaillard de Salinis † (vers 1220 - 27 de novembre de 1233 mort)
- Gratien d'Amou † (citat el 1234)
- Arnaud-Raimond de Tartas † (1234 - vers 1238)
- Navarre de Miossenx † (abans de juny de 1239 - 3 de novembre de 1272 mort)
  - Sede vacante (1272-1278)
- Arnaud de Ville † (5 d'abril de 1278 - 11 de març de 1305 mort)
- Garsie-Arnaud de Caupenne † (abans de setembre de 1305 - 8 de gener de 1327 mort)
- Bernard de Liposse † (19 de gener de 1327 - 1359 mort)
- Pierre la Cobre † (15 de març de 1359 - 15 d'abril de 1359 mort)
- Pierre Itier † (10 de maig de 1359 - 17 de setembre de 1361 renuncià)
- Bernard d'Albret, O.F.M. † (1 de juny de 1362 - 1362 mort)
- Jean de Saya † (18 de gener de 1363 - 9 de juny de 1375 nomenat bisbe d'Agen)
- Jean de Hanecourt † (9 de juny de 1375 - agost de 1375 mort)
- Obediència avinyonesa:
  - Jean Bauffès † (27 d'agost de 1375 - 4 de desembre de 1391 nomenat bisbe de Vic)
  - Pierre Troselli † (4 de desembre de 1391 - 9 de març de 1405 deposat)
  - Nicolas Duriche, O.P. † (27 de maig de 1412 - 1423)
- Obediència romana:
  - João Guterres † (vers març de 1380 - després de maig de 1393 mort)
  - Pierre du Bosc † (5 de desembre de 1393 - 27 d'abril de 1400 mort)
  - Pierre Ameil de Brénac, O.E.S.A. † (19 de juny de 1400 - 4 de maig de 1401 renuncià) (administrador apostòlic)
  - Garsie-Arnaud de Navailles † (4 de maig de 1401 - després de maig de 1407)
  - Pèlegrin du Fau † (vers novembre de 1407 - 1408 o 1409)
  - Pierre d'Anglade, O.P. † (23 d'agost de 1409 - 1420 renuncià)
- Francesco Piccolpasso † (29 de març de 1423 - 26 de febrer de 1427 nomenat bisbe de Pavia)
- Bernard de la Planche, O.S.B. † (26 de febrer de 1427 - 1439 deposat)
- Garsie-Arnaud de la Sègue † (25 de setembre de 1439 - 9 de desembre de 1444 nomenat bisbe de Baiona)
- Guillaume-Arnaud de la Borde † (9 de desembre de 1444 - ?)
- Bertrand † (? - 5 de juliol de 1451 nomenat bisbe d'Oloron)[8]
  - Pierre de Foix, O.F.M. † (5 de juliol de 1451 - 30 de maig de 1459 renuncià) (administrador apostòlic)
- Jean de Foix † (30 de maig de 1459 - 9 de maig de 1466 nomenat bisbe de Saint-Bertrand-de-Comminges)
- Bertrand de Boyrie † (12 de maig de 1466 - 8 d'abril de 1499 renuncià)
- Arnaud de Boyrie † (8 d'abril de 1499 - 6 de febrer de 1502 mort)
- Pierre de Caupenne † (6 de febrer de 1502 - vers 1512 ? mort)
- Jean de Lamarthonie † (vers 1512 - 1519 renuncià o mort)
- Gaston de Lamarthonie † (1 d'abril de 1519 - octubre de 1555 mort)
- François de Noailles † (28 de setembre de 1556 - 1562 renuncià)
  - Gilles de Noailles † (1562 - 10 d'agost de 1597 renuncià) (il·legítim)
- Jean-Jacques du Sault † (25 de maig de 1598 - 25 de maig de 1623 mort)
- Philibert du Sault † (25 de maig de 1623 - 11 de novembre de 1638 mort)
- Jacques Desclaux † (11 d'abril de 1639 - 4 d'agost de 1658 mort)
- Guillaume le Boux † (26 de maig de 1659 - 15 de desembre de 1666 nomenat bisbe de Périgueux)
- Hugues de Bar † (7 de març de 1667 - 8 de gener de 1671 renuncià)
- Paul-Philippe de Chaumont † (14 de desembre de 1671 - 1684 renuncià)
  - Léon de Lalanne † (1684 - 15 d'agost de 1688 renuncià) (bisbe electe)
  - Jean-Marie de Prugues † (15 d'agost de 1688 - juny de 1690 mort) (bisbe electe)
- Bernard d'Abbadie d'Arboucave † (5 de maig de 1692 - 14 de desembre de 1732 mort)
- François d'Andigné † (2 de setembre de 1733 - 28 de maig de 1736 mort)
- Louis-Marie de Suarez d'Aulan † (6 de maig de 1737 - 23 de gener de 1772 renuncià)
- Charles-Auguste Le Quien de Laneufville † (27 de gener de 1772 - abans de 29 de novembre de 1801 renuncià)
  - Seu suprimida

### Bisbes d'Aire
- Marcello † (abans de 506 - després del 533)[9]
- Rustico † (abans de 584 - després del 585)
- Palladio † (citat el 614)
- Filibaldo † (en època del rei Dagobert I)
- Orso † (citat el 673/675)
- Asinario † (citat el 788/791)
- Episcopi Vasconiensis :
  - Gombaldo † (citat el 977)
  - Arsio Raca † (citat el 982)
  - Raymond le Vieux † (abans de 1033 - 1058 deposat)
- Pierre I, O.S.B. † (abans de d'octubre de 1061 - 15 de juliol de 1092 mort)
- Pierre II † (citat el 1093 o 1095)
- Guillaume † (després del 1099 - 30 de novembre de 1115 mort)
- Bonhomme † (1116 - 14 de desembre de 1147 mort)
- Vital de Saint-Hermès † (abans de 1160 - després del 1175)
- Odon d'Arbéchan † (? - 23 de novembre de 1179 mort)
- Bernard de Marsan † (citat el 1182)
- Guillaume Bernard † (abans de 1188 - 1192 mort)
- Martin † (citat el 1194)
- Vital de Boeufmort † (? - 6 de juliol de 1211 mort)
- Jourdain † (1211 - després del 1216)
- Gauthier, O.Cist. †
- Auger[10] † (abans de 1221 - 24 de juliol de 1237 mort)
- Raymond de Saint-Martin † (1237 ?[11] - 7 d'agost de 1266 mort)
- Pierre de Betous † (abans de novembre de 1268 - després de març de 1295 mort)
- Martin Defosse † (1295 - 16 de desembre de 1307 mort)
- Bernard de Bats † (abans de 17 de juliol de 1308 - 15 de gener de 1326 mort)
- Anesanche de Toujouse † (3 de setembre de 1326 - 25 d'agost de 1327 mort)
- Garsias de Fau † (11 de gener de 1328 - 18 d'abril de 1349 mort)
- Dauphin de Marquefave † (17 de juny de 1349 - 15 de novembre de 1354 mort)
- Bernard † (17 de novembre de 1354 - 18 de juny de 1361 nomenat bisbe de Tarba)
- Jean de Montaut † (18 de juny de 1361 - maig de 1386 mort)
- Obediència avinyonesa:
  - Garsias-Arnaud de Navailles † (16 de juny de 1386 - abril de 1397 mort)
  - Bernard de Brun † (15 de maig de 1397 - abans de 27 d'abril de 1418 mort)
- Obediència romana:
  - Robert Waldby, O.E.S.A. † (4 de juny de 1386 - 14 de novembre de 1390 nomenat arquebisbe de Dublín)
  - Maurice Usk, O.P. † (14 de novembre de 1390 - abril de 1393 nomenat bisbe de Bazas)
  - Arnaud-Guillaume de Lescun † (10 de juliol de 1392 - 22 de desembre de 1423 nomenat bisbe de Conserans)
- Roger de Castelbon † (22 de desembre de 1423 - 13 de gener de 1440 nomenat bisbe de Tarba)
- Pierre de Gachefret † (13 de gener de 1440 - desembre de 1444 mort)
- Louis d'Albret † (7 de gener de 1445 - 30 de juliol de 1460 nomenat bisbe de Cahors)
- Tristan d'Aure † (30 de juliol de 1460 - després de l'1 d'abril de 1475 renuncià)
- Pere de Foix † (31 de juliol de 1475 - 5 de maig de 1484 renuncià)[12]
  - Mathieu de Nargassie † (5 de maig de 1484 - 1485 mort) (bisbe electe)
- Bernard d'Abbadie † (15 de febrer de 1486 - després del 10 d'agost de 1511)
- Antoine du Monastey † (1512 - 1516 mort)
- Arnaud-Guillaume d'Aydie † (14 de gener de 1517 - 22 de desembre de 1521 mort)
- Charles de Gramont † (24 d'abril de 1523 - 9 de març de 1530 nomenat arquebisbe de Bordeus)
- Gabriele di Saluzzo † (9 de març de 1530 - 6 de febrer de 1538 renuncià)
- Jacques de Saint-Julien † (6 de febrer de 1538 - 1560 mort)
- Christophe de Foix-Candale † (13 de setembre de 1560 - 4 de setembre de 1570 mort)
  - Sede vacante (1570-1576)
- François de Foix-Candale † (18 de juliol de 1576 - 5 de febrer de 1594 mort)
  - Sede vacante (1594-1606)
- Philippe Cospéan † (4 de desembre de 1606 - 13 d'octubre de 1621 nomenat bisbe de Nantes)
- Sébastien Bouthilier † (13 d'octubre de 1621 - 17 de gener de 1625 mort)
- Gilles Boutault † (27 de juny de 1627 - 15 de novembre de 1649 nomenat bisbe d'Évreux)
- Charles-François d'Anglure de Bourlémont † (10 de gener de 1650 - 17 de febrer de 1659 nomenat bisbe de Castres)
- Bernard de Sariac † (10 de març de 1659 - 12 d'octubre de 1672 mort)
- Jean-Louis de Fromentières † (12 de juny de 1673 - 18 de desembre de 1684 mort)
  - Sede vacante (1684-1693)
- Jean-Baptiste-Armand Bazin de Besons † (12 d'octubre de 1693 - 15 de setembre de 1698 nomenat arquebisbe de Bordeus)
- Louis-Gaston Fleuriau d'Armenonville † (24 de novembre de 1698 - 15 de novembre de 1706 nomenat bisbe d'Orleans)
- François-Gaspard de La Mer de Matha † (21 de febrer de 1707 - 30 de juny de 1710 mort)
- Joseph-Gaspard de Montmorin de Saint-Hérem de La Chassaigne † (10 de novembre de 1710 - 7 de novembre de 1723 mort)
- Gilbert-Gaspard de Montmorin de Saint-Hérem de La Chassaigne † (7 de novembre de 1723 - 1 de desembre de 1734 nomenat bisbe de Langres)
- François de Serret de Gaujac † (27 de febrer de 1736 - 18 de novembre de 1757 mort)
- Plaicart de Raigecourt † (13 de març de 1758 - 26 d'octubre de 1783 mort)
- Sébastien-Charles-Philibert de Roger de Cahuzac de Caux † (26 d'octubre de 1783 - 1816 renuncià)[13]
  - Seu suprimida (1801-1822)
- Jean-François-Marie Le Pappe de Trévern † (16 de maig de 1823 - 9 d'abril de 1827 nomenat bisbe d'Estrasburg)
- Dominique-Marie Savy † (25 de juny de 1827 - 12 de desembre de 1839 renuncià)
- François-Adélaïde-Adolphe Lanneluc † (12 de desembre de 1839 - 30 de juny de 1856 mort)
- Prosper-Michel-Arnaud Hiraboure † (15 de desembre de 1856 - 6 de juny de 1859 mort)
- Louis-Marie-Olivier Epivent † (26 de setembre de 1859 - 22 de juliol de 1876 mort)
- Victor-Jean-François-Paulin Delannoy † (18 de desembre de 1876 - 7 d'agost de 1905 mort)
- François-Eugène Touzet † (21 de febrer de 1906 - 23 de setembre de 1911 mort)
- Maurice-Charles-Alfred de Cormont † (27 de novembre de 1911 - 22 de desembre de 1930 jubilat)
- Clément Mathieu † (12 de setembre de 1931 - 31 de març de 1933 nomenat bisbe d'Aire e Dax)

### Bisbes d'Aire i Dax
- Clément Mathieu † (31 de març de 1933 - 25 de març de 1963 mort)
- Fernand-Pierre-Robert Bézac des Martinies † (25 de març de 1963 - 25 d'abril de 1978 jubilat)
- Robert Pierre Sarrabère (25 d'abril de 1978 - 18 de juny de 2002 jubilat)
- Philippe Jean Louis Breton (18 de juny de 2002 - 24 de gener de 2012 jubilat)
- Hervé Gaschignard (24 de gener de 2012 - 6 d'abril de 2017 dimissió)
- Nicolas Souchu, des del 15 de novembre de 2017

## Estadístiques
A finals del 2012, la diòcesi tenia 264.000 batejats sobre una població de 377.381 persones, equivalent al 70,0% del total.
| any  | població | població | població | sacerdots | sacerdots       | sacerdots       | sacerdots             | diaques | religiosos | religiosos | parròquies |
| ---- | -------- | -------- | -------- | --------- | --------------- | --------------- | --------------------- | ------- | ---------- | ---------- | ---------- |
| any  | batejats | total    | %        | total     | clergat secular | clergat regular | batejats por sacerdot | diaques | homes      | dones      |            |
| 1948 | 240.000  | 251.436  | 95,5     | 394       | 354             | 40              | 609                   |         |            |            | 324        |
| 1958 | 238.000  | 248.943  | 95,6     | 379       | 377             | 2               | 627                   |         | 50         | 420        | 322        |
| 1970 | 250.000  | 277.381  | 90,1     | 352       | 326             | 26              | 710                   |         | 38         | 292        | 326        |
| 1980 | 252.300  | 301.800  | 83,6     | 314       | 275             | 39              | 803                   |         | 53         | 447        | 345        |
| 1990 | 260.000  | 312.000  | 83,3     | 284       | 247             | 37              | 915                   | 3       | 71         | 328        | 351        |
| 1999 | 255.000  | 311.458  | 81,9     | 233       | 199             | 34              | 1.094                 | 4       | 46         | 169        | 36         |
| 2000 | 255.000  | 326.900  | 78,0     | 218       | 184             | 34              | 1.169                 | 3       | 45         | 152        | 36         |
| 2001 | 255.000  | 326.617  | 78,1     | 205       | 170             | 35              | 1.243                 | 6       | 40         | 269        | 36         |
| 2002 | 255.000  | 326.617  | 78,1     | 201       | 166             | 35              | 1.268                 | 7       | 44         | 264        | 35         |
| 2003 | 255.000  | 326.617  | 78,1     | 194       | 165             | 29              | 1.314                 | 7       | 39         | 259        | 35         |
| 2004 | 255.000  | 326.617  | 78,1     | 185       | 154             | 31              | 1.378                 | 7       | 42         | 168        | 35         |
| 2006 | 256.700  | 329.300  | 78,0     | 184       | 158             | 26              | 1.395                 | 9       | 34         | 184        | 35         |
| 2012 | 264.000  | 377.381  | 70,0     | 153       | 133             | 20              | 1.725                 | 13      | 30         | 162        | 35         |

### Diòcesi de Dacs
- Charles Higounet, v. Dax, in Dictionnaire d'Histoire et de Géographie ecclésiastiques, vol. XIV, París 1960, coll. 127-140 (francès)
- Denis de Sainte-Marthe, Gallia christiana, vol. I, París 1715, coll. 1035-1070 (llatí)
- Louis Duchesne, Fastes épiscopaux de l'ancienne Gaule, vol. II, Paris 1910, p. 97 (francès)
- E. Dufourcet, Les Evêques de Dax depuis Saint Vincent de Sentes jusqu'à monseigneur Le Quien de Laneuville, in Bulletin de la Société de Borda, quatrième année, 1879, pp. 205–230 (francès)
- Antoine Degert, Histoire des évêques de Dax Arxivat 2014-01-07 a Wayback Machine., Dax 1899 (francès)
- Pius Bonifacius Gams, Series episcoporum Ecclesiae Catholicae, Leipzig 1931, pp. 543–544 (llatí)
- Konrad Eubel, Hierarchia Catholica Medii Aevi, vol. 1 Arxivat 2019-07-09 a Wayback Machine., p. 97; vol. 2 Arxivat 2018-10-04 a Wayback Machine., p. 91; vol. 3 Arxivat 2019-03-21 a Wayback Machine., p. 113; vol. 4 Arxivat 2018-10-04 a Wayback Machine., p. 89; vol. 5, p. 93; vol. 6, pp. 92–93 (llatí)

### Diòcesi d'Aire
- Antoine Degert, v. Aire, in Dictionnaire d'Histoire et de G géographie ecclésiastiques, vol. I, París 1909, coll. 1210-1215 (francès)
- Denis de Sainte-Marthe, Gallia christiana, vol. I, París 1715, coll. 1147-1188 (llatí)
- Louis Duchesne, Fastes épiscopaux de l'ancienne Gaule, vol. II, Paris 1910, p. 100 (francès)
- Antoine Degert, Liste critique des évêques d'Aire, in Bulletin historique et philologique, 3-4 (1901), pp. 331–346 (francès)
- Antoine Degert, Histoire des évêques d'Aire, Paris 1908 (francès)
- Pius Bonifacius Gams, Series episcoporum Ecclesiae Catholicae, Leipzig 1931, pp. 480–481 (llatí)
- Konrad Eubel, Hierarchia Catholica Medii Aevi, vol. 1 Arxivat 2019-07-09 a Wayback Machine., p. 72; vol. 2 Arxivat 2018-10-04 a Wayback Machine., p. 80; vol. 3 Arxivat 2019-03-21 a Wayback Machine., p. 95; vol. 4 Arxivat 2018-10-04 a Wayback Machine., p. 69; vol. 5, p. 70; vol. 6, p. 67 (llatí)